# Ngong (Kenia)
Ngong es una localidad de Kenia, perteneciente al condado de Kajiado.
Tiene 107 188 habitantes según el censo de 2009. Es sede episcopal de la diócesis de Ngong. Forma parte del área metropolitana de Nairobi.

## Demografía
Los 107 188 habitantes de la localidad se reparten así en el censo de 2009:
- Población urbana: 104 073 habitantes (52 453 hombres y 51 620 mujeres)
- Población periurbana: 3115 habitantes (1587 hombres y 1528 mujeres)
- Población rural: no hay población rural en esta localidad

## Transportes
La localidad está conectada con la capital nacional Nairobi a través de la avenida Ngong Rd, que une directamente los centros urbanos de Nairobi y Ngong. Al sur sale una carretera que lleva a la C58 a través de Kiserian. La C58 da acceso a las áreas rurales del oeste del condado de Kajiado.